# Atylotus pulchellus
Atylotus pulchellus är en tvåvingeart som först beskrevs av Friedrich Hermann Loew 1858.  Atylotus pulchellus ingår i släktet Atylotus och familjen bromsar. Inga underarter finns listade i Catalogue of Life.